# Gens Otacília
Otacília i també Octacília (en llatí Otacilia o Octacilia) va ser una gens romana d'origen que va aparèixer al començament de la Primera Guerra Púnica quan dos germans d'aquesta família van ser elegits cònsols:
- Mani Otacili Cras, cònsol l'any 263 aC.
- Tit Otacili Cras, cònsol el 261 aC.

Més endavant gairebé no apareixen. El més destacat va ser Tit Otacili Cras, probablement fill del cònsol de l'any 261 aC, que va ser pretor i general a la Segona Guerra Púnica. Un Otacili Cras va ser oficial de Gneu Pompeu.
Els únics cognoms que consten són Cras i Nasó.